# Giải quần vợt Thái Lan Mở rộng 2023
Giải quần vợt Thái Lan Mở rộng 2023 là một giải quần vợt WTA chuyên nghiệp thi đấu trên mặt sân cứng ngoài trời. Đây là lần thứ 3 Giải quần vợt Thái Lan Mở rộng được tổ chức và là một phần của WTA 250 trong WTA Tour 2023. Giải đấu diễn ra tại True Arena Hua Hin ở Hua Hin, Thái Lan, từ ngày 30 tháng 1 đến ngày 5 tháng 2 năm 2023.

## Điểm và tiền thưởng

### Phân phối điểm
| Sự kiện | VĐ  | CK  | BK  | TK | Vòng 1/16 | Vòng 1/32 | Q  | Q2 | Q1 |
| Đơn     | 280 | 180 | 110 | 60 | 30        | 1         | 18 | 12 | 1  |
| Đôi     | 280 | 180 | 110 | 60 | 1         | —         | —  | —  | —  |

### Tiền thưởng
| Sự kiện | VĐ      | CK      | BK      | TK     | Vòng 1/16 | Vòng 1/32 | Q2     | Q1     |
| Đơn nữ  | $34,228 | $20,226 | $11,275 | $6,418 | $3,922    | $2,804    | $2,075 | $1,340 |
| Đôi nữ  | $12,447 | $7,000  | $4,020  | $2,400 | $1,848    | —         | —      | —      |

## Nội dung đơn

### Hạt giống
| Quốc gia | Tay vợt           | Xếp hạng1 | Hạt giống |
| -------- | ----------------- | --------- | --------- |
| CAN      | Bianca Andreescu  | 43        | 1         |
| KAZ      | Yulia Putintseva  | 47        | 2         |
| CHN      | Wang Xiyu         | 53        | 3         |
|          | Anna Kalinskaya   | 59        | 4         |
| UKR      | Marta Kostyuk     | 61        | 5         |
| GER      | Tatjana Maria     | 71        | 6         |
| CHN      | Wang Xinyu        | 79        | 7         |
| CZE      | Linda Fruhvirtová | 82        | 8         |

- 1 Bảng xếp hạng vào ngày 16 tháng 1 năm 2023.

### Vận động viên khác
Đặc cách:
- Bianca Andreescu
- Bethanie Mattek-Sands
- Lanlana Tararudee

Vượt qua vòng loại:
- Alexandra Eala
- Liang En-shuo
- Ekaterina Makarova
- Valeria Savinykh
- Astra Sharma
- Joanne Züger

### Rút lui
Trước giải đấu
- Marie Bouzková → thay thế bởi  Katie Boulter
- Léolia Jeanjean → thay thế bởi  Anastasia Zakharova
- Kristína Kučová → thay thế bởi  Lesia Tsurenko
- Magda Linette → thay thế bởi  Mirjam Björklund
- Claire Liu → thay thế bởi  Heather Watson
- Ajla Tomljanović → thay thế bởi  Nao Hibino

### Bỏ cuộc
- Bianca Andreescu

## Nội dung đôi

### Hạt giống
| Quốc gia | Tay vợt       | Quốc gia | Tay vợt             | Xếp hạng1 | Hạt giống |
| -------- | ------------- | -------- | ------------------- | --------- | --------- |
| AUS      | Ellen Perez   | SLO      | Tamara Zidanšek     | 67        | 1         |
| JPN      | Miyu Kato     | INA      | Aldila Sutjiadi     | 76        | 2         |
| UKR      | Marta Kostyuk | ROU      | Elena-Gabriela Ruse | 127       | 3         |
| TPE      | Latisha Chan  | CHI      | Alexa Guarachi      | 134       | 4         |

- 1 Bảng xếp hạng vào ngày 16 tháng 1 năm 2023

### Vận động viên khác
Đặc cách:
- Han Xinyun /  Bethanie Mattek-Sands
- Luksika Kumkhum /  Peangtarn Plipuech

Thay thế:
- Natalija Stevanović /  Anastasia Tikhonova

### Rút lui
Trước giải đấu
- Han Xinyun /  Moyuka Uchijima → thay thế bởi  Wang Xinyu /  Zhu Lin
- Marta Kostyuk  /  Elena-Gabriela Ruse → thay thế bởi  Natalija Stevanović /  Anastasia Tikhonova

Trong giải đấu
- Linda Fruhvirtová /  Anna Kalinskaya

## Nhà vô địch

### Đơn
- Zhu Lin đánh bại  Lesia Tsurenko 6–4, 6–4

### Đôi
- Chan Hao-ching /  Wu Fang-hsien đánh bại  Wang Xinyu /  Zhu Lin, 6–1, 7–6(8–6)